# Desigualtat de Maclaurin
En matemàtiques, la desigualtat de Maclaurin, que rep el nom del matemàtic escocès Colin Maclaurin, és un refinament de la desigualtat entre les mitjanes aritmètica i geomètrica.
Siguin {\displaystyle a_{1},a_{2},\dots ,a_{n}} nombres reals positius qualsevols, per {\displaystyle k=1,2,\dots ,n} definim les mitjanes {\displaystyle S_{k}} com:
{\displaystyle S_{k}={\frac {\displaystyle \sum _{1\leq i_{1}<\cdots <i_{k}\leq n}a_{i_{1}}a_{i_{2}}\cdots a_{i_{k}}}{\displaystyle {n \choose k}}}.}
El numerador d'aquesta fracció és el polinomi simètric elemental de grau k en les n variables {\displaystyle a_{1},a_{2},\dots ,a_{n}}, és a dir, la suma de tots els productes de k nombres escollits de {\displaystyle a_{1},a_{2},\dots ,a_{n}}. El denominador és el nombre de termes del numerador, que s'expressa amb el coeficient binomial {\displaystyle n \choose k}.
La desigualtat de Maclaurin és la següent cadena de desigualtats:
{\displaystyle S_{1}\geq {\sqrt {S_{2}}}\geq {\sqrt[{3}]{S_{3}}}\geq \cdots \geq {\sqrt[{n}]{S_{n}}}}
amb igualtat si i només si tots els {\displaystyle a_{i}} són iguals.
Per n = 2, això dona la desigualtat habitual entre les mitjanes aritmètica i geomètrica de dos nombres. El refinament que aporta Maclaurin a aquesta desigualtat es pot observar per exemple pel cas de n = 4:
{\displaystyle {\begin{aligned}&{}\quad {\frac {a_{1}+a_{2}+a_{3}+a_{4}}{4}}\\[8pt]&{}\geq {\sqrt {\frac {a_{1}a_{2}+a_{1}a_{3}+a_{1}a_{4}+a_{2}a_{3}+a_{2}a_{4}+a_{3}a_{4}}{6}}}\\[8pt]&{}\geq {\sqrt[{3}]{\frac {a_{1}a_{2}a_{3}+a_{1}a_{2}a_{4}+a_{1}a_{3}a_{4}+a_{2}a_{3}a_{4}}{4}}}\\[8pt]&{}\geq {\sqrt[{4}]{a_{1}a_{2}a_{3}a_{4}}}.\end{aligned}}}
La desigualtat de Maclaurin es pot provar utilitzant les desigualtats de Newton.